# Fosforibosylpyrofosfatsyntetas

α-d-Ribos-5-fosfat.

Fosforibosylpyrofosfatsyntetas eller PRPP-syntas är ett enzym som katalyserar omvandlingen av α-d-ribos-5-fosfat och adenosintrifosfat (ATP) till fosforibosylpyrofosfat (PRPP) och adenosinmonofosfat (AMP). Detta är ett viktigt steg i syntesen av puriner och pyrimidiner. 
Överdriven aktivitet hos detta enzym leder till en för stor bildning av puriner. Alla dessa puriner kommer inte behövas och då bryter kroppen ner dessa igen och då bildas det urinsyra. Ökad mängd urinsyra i blodet kan fälla ut kristaller i leder (detta tillstånd kallas gikt).[källa behövs]